# Llavero

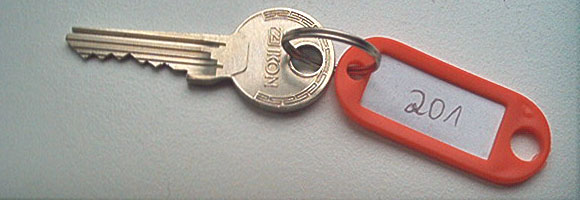
Llave en un llavero.

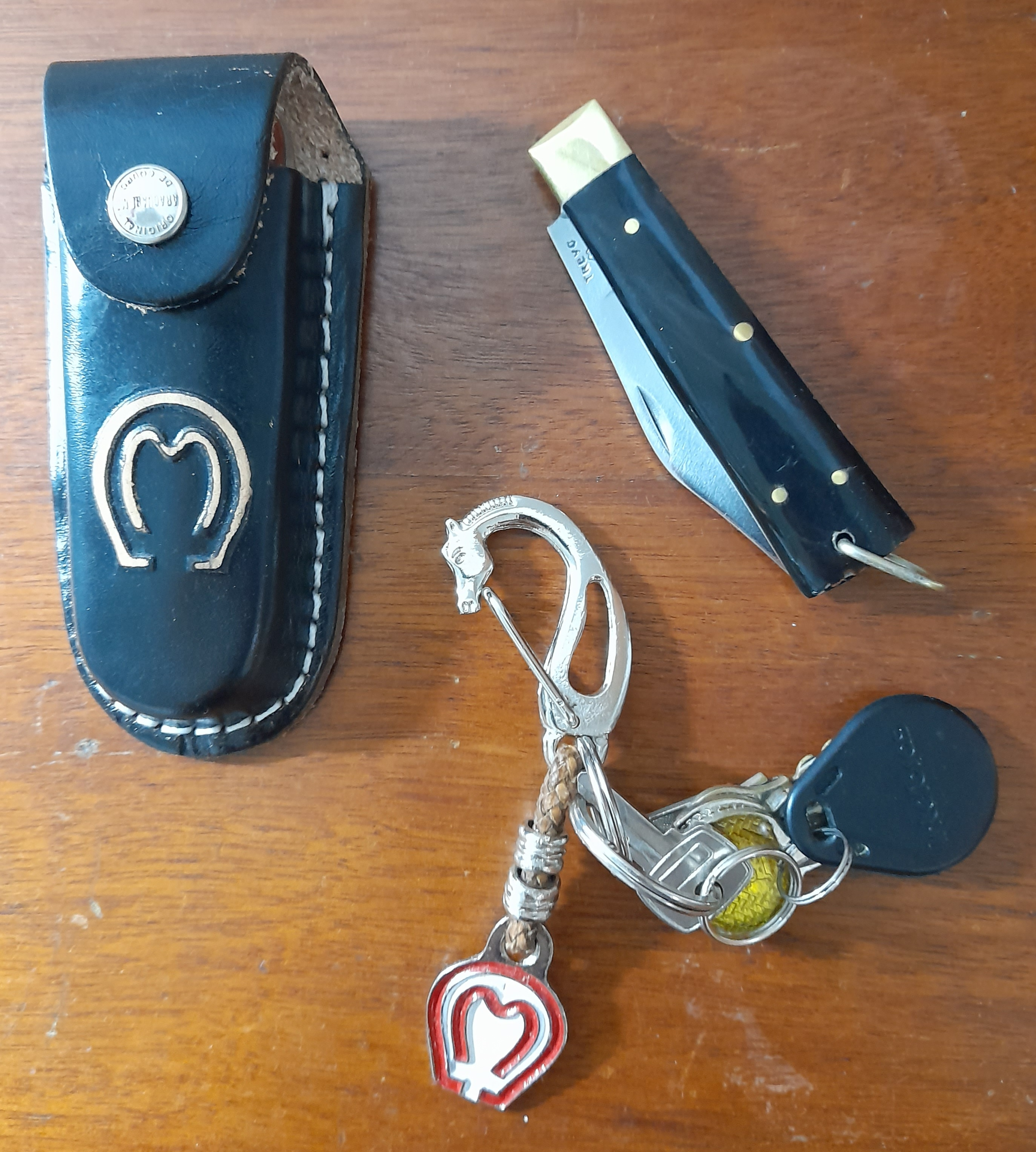
Chaveiro

Un llavero es un accesorio en el que se colocan una o varias llaves. Normalmente, se compone de un aro metálico unido por una cadena con algún elemento meramente decorativo o distintivo, o con alguna utilidad más práctica, como abrebotellas o pequeñas linternas, y dispone en el otro extremo de un dispositivo del estilo de un grillete para llevar colgado de la trabilla de un pantalón o en un cinturón.
Aparte de su función principal de acoger una o varias llaves, puede desempeñar las de objeto de regalo, reclamo publicitario, recuerdo turístico, herramienta de trabajo o complemento de vestir; pero la más importante es su función práctica de hacer más fácil la localización y el transporte de unos pequeños objetos con la importancia de las llaves. Cuando aumenta la cantidad de llaves que manejamos, distintos llaveros pueden servir para agrupar e identificar -a veces con una etiqueta con el nombre de la cerradura correspondiente- a aquellas con funciones comunes, las del coche, de casa, el trabajo, etc. También facilitan distinguir nuestras llaves de las de otras personas. 
Además de la mera función de llavero, el objeto al otro extremo del anillo de las llaves, puede tener tantas aplicaciones prácticas como los de una pequeña linterna, el mando a distancia del garaje, una memoria USB, abrebotellas, navaja multiusos, puntero láser, o cualquier pequeño objeto personal o talismán.
Los llaveros se han convertido también en otro de esos típicos objetos de coleccionismo.
Otra versión de llavero es la que se fija a una pared como un complemento de decoración en forma de armarito o cuadro donde se cuelgan las llaves, en casa o en el trabajo, fácil y ordenadamente. En América Latina se la conoce como perchero de llaveros o porta llaves de pared.